# الهجرة الفرنسية (1789-1815)

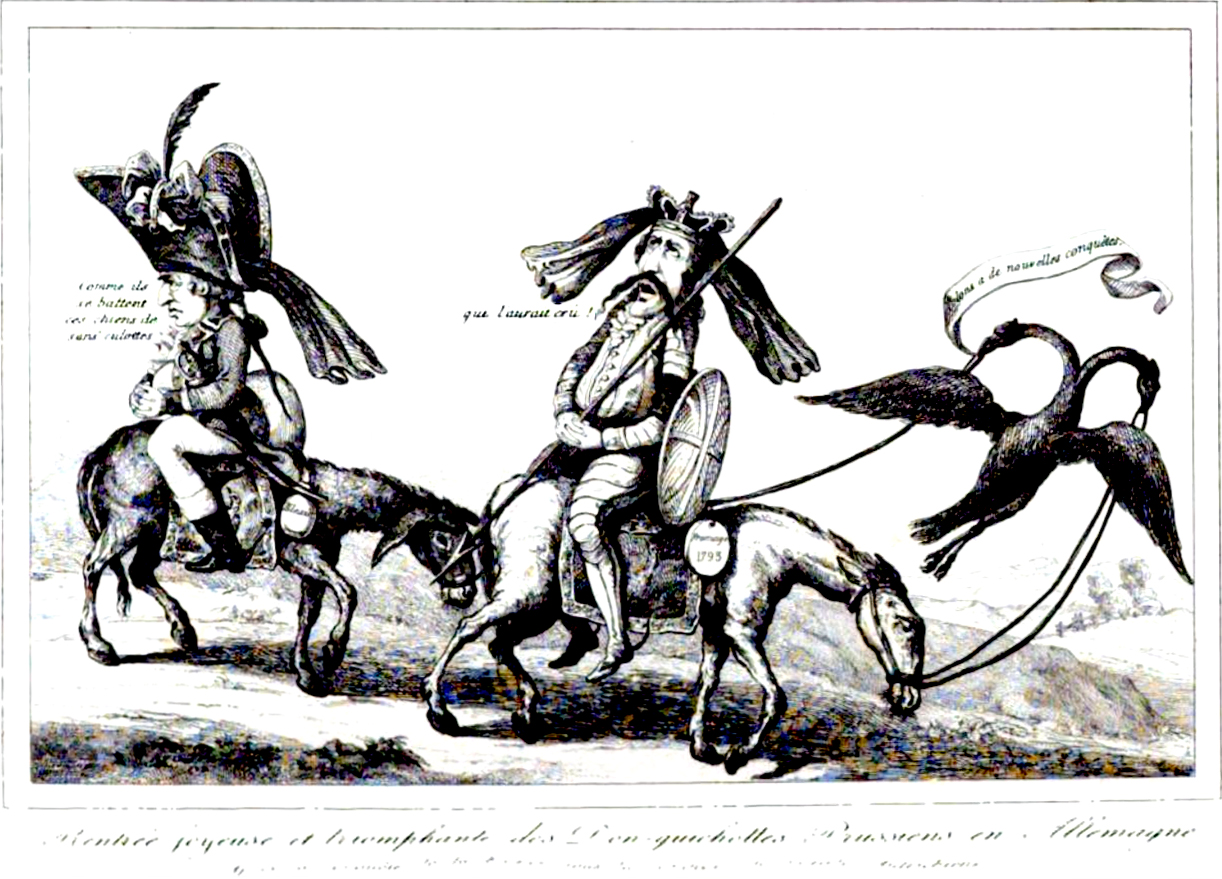
رسم كاريكتوري يسخر من ملك بروسيا والمهاجرين

الهجرة الفرنسية بين عامي 1789 و1815 هي انتقال الشعب الفرنسي إلى الدول المجاورة ضمن رد فعل على القتل والاضطرابات الناجمة عن الثورة الفرنسية وحكم نابليون. وعلى الرغم من أن الثورة بدأت في عام 1789 بصفتها حركة سلمية بقيادة البرجوازيين لزيادة المساواة السياسية للطبقة المجتمعية الثالثة (الجماهير من خارج طبقة النخبة الذين لم يتمتعوا بالحقوق في فرنسا) لكنها سرعان ما تحولت إلى تمرد شعبي عنيف. هاجر عدد من الأفراد من فرنسا واستقروا في الدول المجاورة (خاصة بريطانيا العظمى والنمسا وبروسيا وألمانيا) هربًا من التوترات السياسية وإنقاذًا لأرواحهم، وذهب عدد منهم أيضًا إلى الولايات المتحدة.

## بداية الثورة
وجد العديد من أعضاء الطبقات الاجتماعية الفرنسية أنفسهم متفقين مع فكرة أن الجزء الأكبر من المجتمع الفرنسي (الطبقة الثالثة) كانت تتحمل العبء الضريبي دون تمثيل سياسي عادل عندما اجتمع المجلس العام في عام 1789 وأعلن عن الشكاوى السياسية الخاصة به. حتى إنهم أقسموا على متابعة أهدافهم السياسية والالتزام بصياغة دستور يجسد المساواة. انتشرت بعد ذلك أيديولوجيات المعاملة العادلة المتساوية من قبل الحكومة والتحرر من النظام القديم في جميع أنحاء فرنسا.

### المهاجرون الأوائل
أيّد إيمانويال جوزيف سياس (أب الثورة) وعدّة رجال آخرين من الطبقات الاجتماعية الأولى والثانية رغبة الطبقة الثالثة في المساواة، لكن رفض العديد من رجال الدين والنبلاء ذلك. اعتادوا في ظل النظام القديم على نوعية حياة معينة وعلى حقهم في نقل هذه الحياة إلى أطفالهم. تطلعت الثورة إلى إزالة كل الامتيازات في محاولة لجعل جميع الأفراد متساوين من الناحية السياسية، لذلك كان المهاجرون الأوائل من المؤيدين للنظام القديم واختاروا مغادرة فرنسا.
شهد صيف عام 1789 أول المهاجرين. كان العديد من هؤلاء المهاجرين أعضاء في طبقة النبلاء؛ وهاجروا خوفًا من أحداث اقتحام سجن الباستيل في يوليو عام 1789. كان من بين المهاجرين البارزين مادامس أديليد وفيكتوار، وعمات الملك لويس السادس عشر اللواتي بدأن في 19 فبراير عام 1791 رحلتهنّ إلى روما للعيش بالقرب من البابا. ومع ذلك فقد أوقفت رحلتهن ونوقشت بشكل كبير في الجمعية الوطنية، إذ كانوا يخشون أن هجرتهم تدل على أن الملك لويس وعائلته سوف يحذون حذوهن قريبًا. أدى هذا الخوف في النهاية إلى ما سمي بيوم الخناجر ومحاولة الملك في الهروب من باريس في وقت لاحق، سُمح للسيدات بمواصلة رحلتهن بعد إلقاء مزحة من قبل رجل الدولة جاك فرانسوا مينو حول انشغال الجمعية بسفر «امرأتين عجوزين».
كان المهاجرون قادرين بعد الاستقرار في الدول المجاورة مثل بريطانيا العظمى على الحفاظ على مستوى معين من الراحة في أساليب حياتهم الجديدة. تميزت هذه الهجرة بحضور العديد من الملكيين حيث تمكنوا من التمتع بالأمان والحياة وانتظار فرصتهم لإعادة دخول المعترك السياسي الفرنسي. لكن الأحداث في فرنسا جعلت احتمال العودة إلى أسلوب حياتهم السابق غير أكيد. سنّت فرنسا في نوفمبر عام 1791 قانونًا يطالب جميع المهاجرين النبلاء بالعودة بحلول الأول من يناير عام 1792. وإذا لم يلتزموا بذلك، ستصادَر أراضيهم وتباع، وستؤدي أي محاولة لاحقة لإعادة دخول البلاد إلى الإعدام.
لم يغادر غالبية المهاجرين فرنسا في عام 1789 في ذروة الثورة، بل في عام 1792 بعد اندلاع الحرب. طُرد النازحون بسبب الحرب بسبب الخوف على حياتهم وكانوا في وضع سيئ جدًا على عكس الطبقات المتميزة التي هربت طوعًا في وقت مبكر.

## دوافع الهجرة
بدأ الناس في الإدلاء بآراء مختلفة حول من الذي يجب أن يجني فوائد المواطنة مع انتشار مفاهيم الحرية السياسية والمساواة. بدأ الثوار في هدم الوحدة السياسية بحلول عام 1791، على الرغم من أنهم نجحوا في تأسيس نظام ملكي دستوري.

عانت الثورة في نفس الوقت من العديد من المشاكل، إذ تعرضت لكثير من الانقسامات السياسية بالإضافة إلى التضخم المفرط للعملة الورقية الخاصة بالمؤتمر الوطني الفرنسي والتمرد ضد السلطة في الريف وانتفاضات العبيد في المناطق الاستعمارية مثل الثورة الهايتية مع عدم وجود نهاية سلمية في الأفق. كان لا بد من إلقاء اللوم على شخص ما بسبب إخفاقات الثورة، وبالتأكيد لا يمكن أن يكون خطأ الثوار لأنهم كانوا مع الحرية والعدالة. تجسدت مئات من سنوات الكره للنمسا في اعتقاد راسخ بمؤامرة بقيادة نمساوية هدفت إلى إحباط الثورة. يذكر توماس كايزر أن المؤامرة الأجنبية:
«مؤامرة ضخمة متعددة الجوانب حاكها عملاء معادون للثورة بتحريض من الحلفاء، وسعوا لتقويض الجمهورية من خلال استغلال منسق لمسؤولين حكوميين فاسدين مرتبطين بالجناح المعتدل لمؤسسة اليعاقبة وتشويه سمعة الحكومة».
خشي الفصيل السياسي الذي عرف باسم اليعاقبة (الذي امتلك فصيلًا راديكاليًا نشط للغاية سُمّي الجيرونديون) من هذه المؤامرة. نشر روسو الفيلسوف المؤثر في عصر التنوير وزميله يعقوب فكرة الإرادة الجماعية، وهو هدف فريد يجب على الشعب دعمه دون تردد. وإذا كان أي شخص ضد الإرادة الجماعية فهو جزءٌ من هذه المؤامرة المعادية للثورة، ولأنه كان لا بد من حماية زخم الثورة بأي ثمن، وجب إزالة كل التهديدات. أصبح موقف المعارضة هذا عنيفًا ودمويًا طوال الفترة بين عامي 1793 و1794 عندما أصدر روبسبيار عهد الإرهاب. ومن أجل الحفاظ على الأخلاق الجيدة كان على روبسبيار تطهير البلد من أي شخص تحدث أو عمل ضد فضائل الثورة عن طريق إعدامه بالمقصلة.[بحاجة لمصدر]

## الهجرة
أثناء انتشار الإرهاب لم يكن أي شخص في مأمن من الإعدام المحتمل حتى روبسبيار نفسه. سبب شعور الخوف الموجود في كل مكان هرب العديد من الأشخاص من غير الأغنياء، وغالبًا دون تحضير للهرب، أي دون مال أو ممتلكات مفيدة. كان الأشخاص الذين غادروا فرنسا مجموعة غير متجانسة اجتماعيًا واقتصاديًا ومهنيًا، على الرغم من أن الغالبية العظمى من المهاجرين كانوا من الرجال. جاء هؤلاء الأشخاص من خلفيات مالية متنوعة، وعانوا جميعًا من الفقر نفسه أثناء السفر. ذكر كالوم وايتاكر في أطروحته (الأمة الكريمة! بريطانيا والهجرة الفرنسية 1792-1802) أنه أثناء مغادرته فرنسا تنكرت أحد أفراد الطبقة الأرستقراطية كبحارة، واختبأت يومًا كاملًا في سفينة تحت كومة من الحبال. رأى البحارة هذا الوضع فرصة لكسب القليل من المال، ولذلك فرضوا المال على المهاجرين وتركوهم على شواطئ دولة أخرى بلا شيء. ومع ذلك اختار الآلاف الطريق الصعب هذا لأنه على الأقل وعدهم بالسلام.
حدثت هذه الهجرة بين عامي 1791 و1794. تضمنت مجموعات المهاجرين الذين فروا خلال هذه الفترة قساوسة رفضوا أداء القسم الدستوري المدني لرجال الدين. فروا إثر مصادرة ممتلكاتهم وكذلك تشريعات أغسطس عام 1792 التي نصت على أنه يجب على هؤلاء القساوسة المتحررين أن يغادروا فرنسا طواعية أو سيرحلون إلى غويانا الفرنسية.
سبّب زوال روبسبيار في عام 1794 فترة راحة قصيرة للملكيين في الداخل والخارج. على سبيل المثال، استطاع الأشخاص الذين شاركوا في انتفاضة فيندي التواصل مع مؤيديهم في بريطانيا العظمى. حاول هؤلاء المتمردون التعاون مع حلفائهم البريطانيين للاستيلاء على ميناء على الساحل الفرنسي. لكن هذه المحاولة لم تنجح، ما أدى إلى إعدام 748 من الضباط الملكيين، وهو الحدث الذي عرف باسم كارثة كويبرون. ومع انتقال الحكم الجمهوري إلى حكومة المديرين الفرنسية أدت المخاوف من عودة المهاجرين ذوي الميول الملكية إلى إصدار تشريعات صارمة ضدهم، مثل قانون الرهائن الذي صدر في عام 1799. اعتبر هذا التشريع أقارب المهاجرين رهائن وأمرهم بتسليم أنفسهم في غضون عشرة أيام أو سيعاملون على أنهم مهاجرون.